# Joaquim Moutinho da Silva Santos
Pour les articles homonymes, voir Moutinho.
Joaquim Moutinho da Silva Santos (né à Porto le 14 décembre 1951 et mort le 22 novembre 2019) est un pilote de rallye portugais.

## Biographie
Ce pilote participe à diverses compétitions automobiles essentiellement à l'échelon national, entre 1972 et 1986. En 1981, il gagne la Rampa da Falperra, sur Porsche.
Il est le seul portugais (avec son copilote) à avoir remporté son propre rallye national dans le cadre du WRC (en 1986, année du retrait des écuries officielles après le décès de trois spectateurs -et une quarantaine de blessés- lors de la perte de contrôle de la Ford RS200 de Joaquim Santos, alors triple vainqueur des championnats nationaux 1982-84 ; à la suite de cette épreuve où Carlos Mário Costa Bica termine second, J.Moutinho cesse les compétitions de rallye). L'accident également mortel d'Henri Toivonen et de son copilote la même année au Tour de Corse finit également par entraîner le retrait définitif des voitures du Groupe B du championnat dès l'année suivante).
Il évolue dans ce même rallye du Portugal à 8 reprises de 1973 à 1986, sur véhicules Austin, Opel, Ford, et Renault.
Ultérieurement, il participe très régulièrement au CNV (PTCC), le championnat portugais de touring car (voitures de production sur circuits), dont il remporte déjà la classe B2 en 1981 sur une Porsche 911 du Groupe 5 modifiée.

## Palmarès

### Titres
- Double champion du Portugal des rallyes, en 1985 et 1986, sur Renault 5 Turbo .

### Victoire en WRC
- Vainqueur du Rallye du Portugal, en 1986 sur Renault 5 Turbo (copilote Edgar Fortes).

### Victoire en ERC
- Tour Galp du Portugal : 1986 ;

(2e du rallye Lois Algarve en 1985).

### 12 victoires en championnat du Portugal
- Rallye des Camélias : 1984 ;
- Rallye da Figueira da Foz : 1984 ;
- Rallye Route du Soleil : 1984 et 1985 ;
- Rallye Alto Tâmega : 1984 et 1985 ;
- Rallye Sopete / Póvoa de Varzin : 1985 et 1986 ;
- Rallye Serra do Marão : 1985 ;
- Rallye de São Miguel / Açores : 1985 ;
- Rallye de Porto : 1986 ;
- Tour  Galp du Portugal : 1986.

### Victoire en courses de côte
- Rampa da Falperra : 1981.